# Holcocephala nitida
Holcocephala nitida är en tvåvingeart som först beskrevs av Christian Rudolph Wilhelm Wiedemann 1830.  Holcocephala nitida ingår i släktet Holcocephala och familjen rovflugor. Inga underarter finns listade i Catalogue of Life.